# تورگیر برین
تورگیر برین (انگلیسی: Torgeir Bryn؛ زادهٔ ۱۹ اوت ۱۹۶۴) بازیکن بسکتبال اهل نروژ است.
از باشگاه‌هایی که در آن بازی کرده‌است می‌توان به لس آنجلس کلیپرز اشاره کرد.